# Charlton Heston

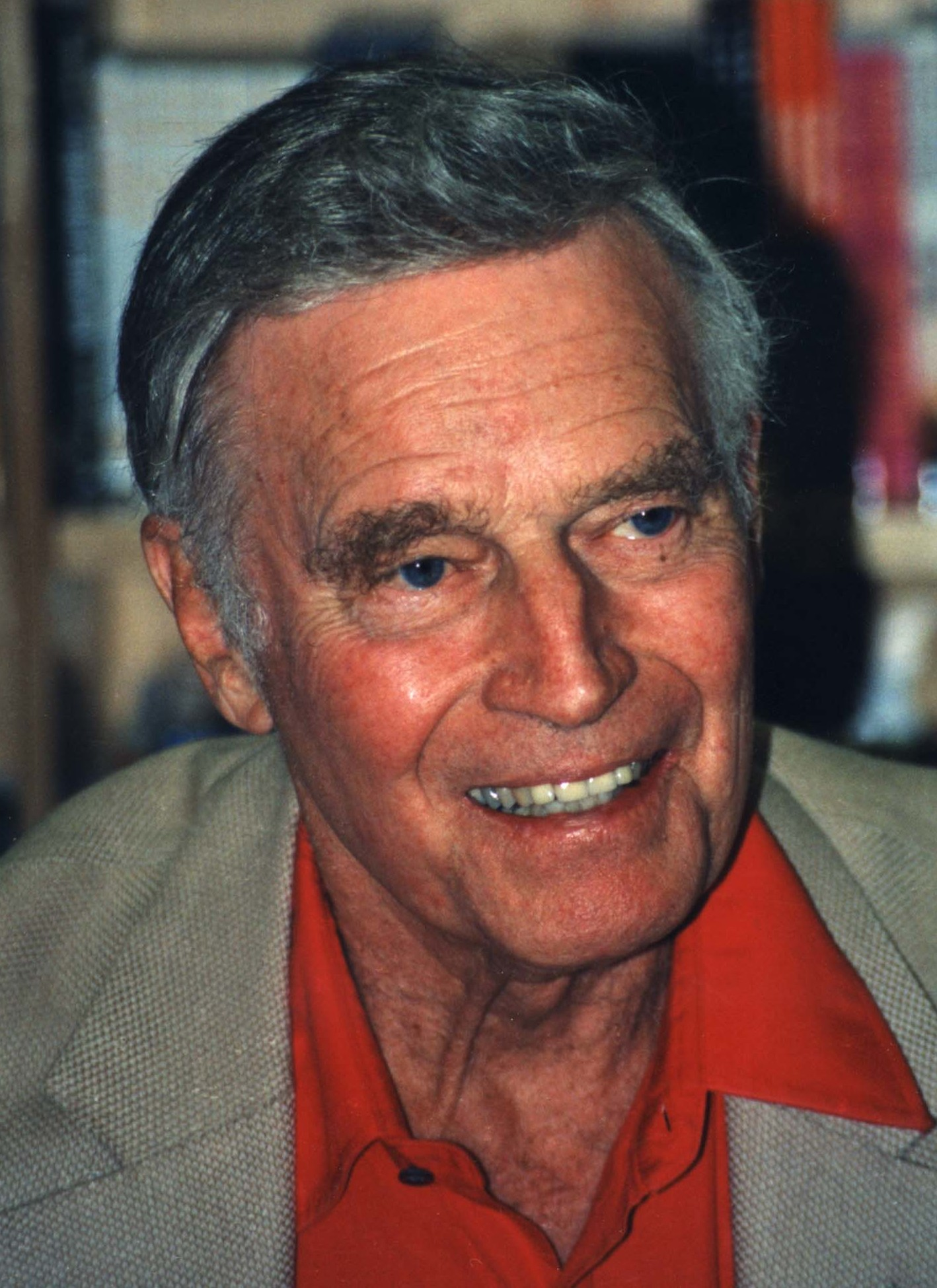
Charlton Heston (1997)

Charlton Heston, gebürtig John Charles Carter, (* 4. Oktober 1923 in Evanston, Illinois; † 5. April 2008 in Beverly Hills, Kalifornien) war ein US-amerikanischer Schauspieler und Bürgerrechtler. Bekannt wurde er durch Hauptrollen in verschiedenen populären Monumentalfilmen der 1950er und 1960er Jahre. Für seine Titelrolle als Ben Hur in dem gleichnamigen Filmklassiker von 1959 wurde er mit einem Oscar ausgezeichnet. Heston blieb bis ins hohe Alter ein gefragter Darsteller. Infolge einer Alzheimer-Erkrankung musste er seine Karriere beenden. Von 1998 bis 2003 war er Präsident der National Rifle Association.

## Leben

### Kindheit
Heston, geboren 1923, wurde schon als Kind „Chuck“ genannt, die Kurzform seines zweiten Vornamens Charles. Als sich seine Eltern scheiden ließen – er war zehn Jahre alt – nahm er den Familiennamen seines Stiefvaters Chester Heston (Besitzer eines Sägewerks) und den Geburtsnamen seiner Mutter, Charlton, als Vorname an.

### Karriere als Schauspieler

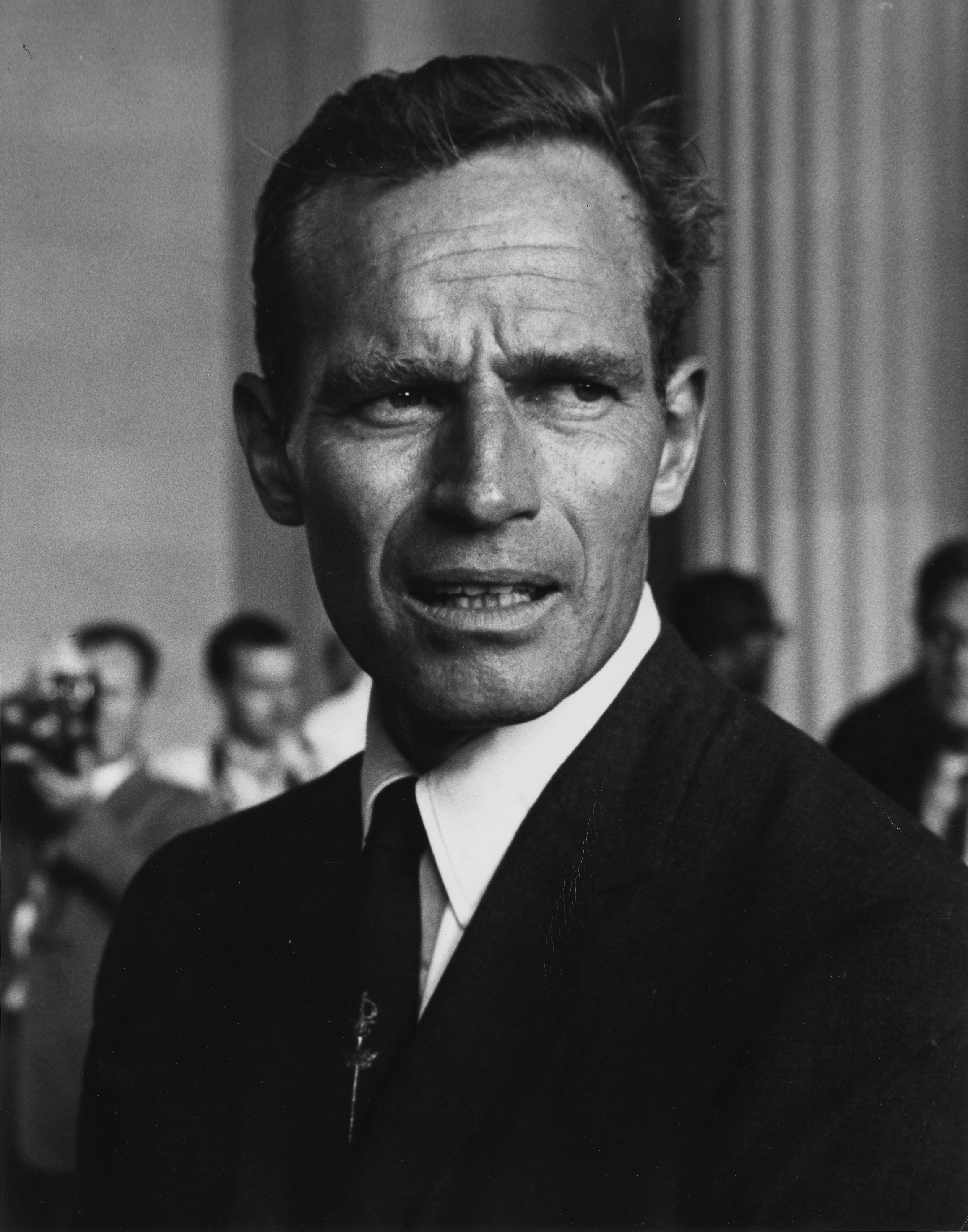
Charlton Heston (1963)

Seine schulische Ausbildung absolvierte er an der Stolp Grammar School in seiner Heimatstadt, ehe er an der New Trier High School in Winnetka sein Talent für die Schauspielerei entdeckte. Er studierte Schauspiel an der Northwestern University, wo er auch erstmals in der Hauptrolle in einem Filmprojekt, einen 16-mm-Stummfilm von Studenten über Henrik Ibsens Stück Peer Gynt (1941), mitwirkte. Im Jahr 1949 folgte eine Adaption von Julius Caesar. Bei beiden Filmen hat Hestons Kommilitone David Bradley Regie geführt.
Heston, der auch für das Radio arbeitete, diente während des Zweiten Weltkriegs drei Jahre lang bei der Air Force als Funker und Bordschütze einer North American B-25. Später arbeitete er als Model in New York, wo er seine spätere Ehefrau Lydia Clarke kennenlernte, die mit diesem Beruf ihren Lebensunterhalt verdiente. Nach der Heirat zog das Ehepaar nach North Carolina, wo Heston in Asheville ein eigenes Theater leitete, in dem er auch selbst auf der Bühne stand.
Im Jahr 1947 kehrte er nach New York zurück, um in Katharine Cornells Wiederaufnahme der Shakespeare-Tragödie Antonius und Cleopatra sein Debüt am Broadway zu geben. Einem breiten US-amerikanischen Publikum wurde er durch seine Interpretationen von Roman- und Theaterhelden in einzelnen Episoden (1949–1952) der erfolgreichen Fernsehserie Studio One bekannt, darunter waren Heathcliff aus Sturmhöhe (1950) und die Titelfigur aus Macbeth (1951).
Nun war auch Hollywood auf den Schauspieler aufmerksam geworden. William Dieterle gab Heston die Hauptrolle in seinem Film noir Stadt im Dunkel (1950). Darin spielte er einen Kriegsheimkehrer, der als Spieler und Buchmacher zur Zielscheibe eines psychopathischen Killers wird. Danach wurde Heston von Regisseur Cecil B. DeMille für den mit einem Oscar ausgezeichneten Zirkusfilm Die größte Schau der Welt (1952) verpflichtet. Vier Jahre später gab ihm DeMille die Rolle des Moses in dem Monumentalfilm Die zehn Gebote (1956), mit der Heston der endgültige Durchbruch in Hollywood gelang. Für diese Rolle erhielt er außerdem seine erste Nominierung für den Golden Globe Award.
Der 1,91 m große Darsteller mit dem athletischen Körperbau und dem imposanten Brustumfang galt als Idealbesetzung für Hollywoods Monumentalfilme der 1950er und 1960er Jahre, in denen er überlebensgroße Charaktere verkörperte. Er gab Heroen in allen Genres ein Gesicht; so spielte er unter anderem den spanischen Nationalhelden El Cid in El Cid (1961), Johannes der Täufer in Die größte Geschichte aller Zeiten (1965) oder Michelangelo in Michelangelo – Inferno und Ekstase (1965). Sein größter Erfolg war die Titelrolle in William Wylers Ben Hur (1959), dem aufwändigsten Filmprojekt der 1950er Jahre. Heston gewann für diese Rolle den Oscar als bester Hauptdarsteller.

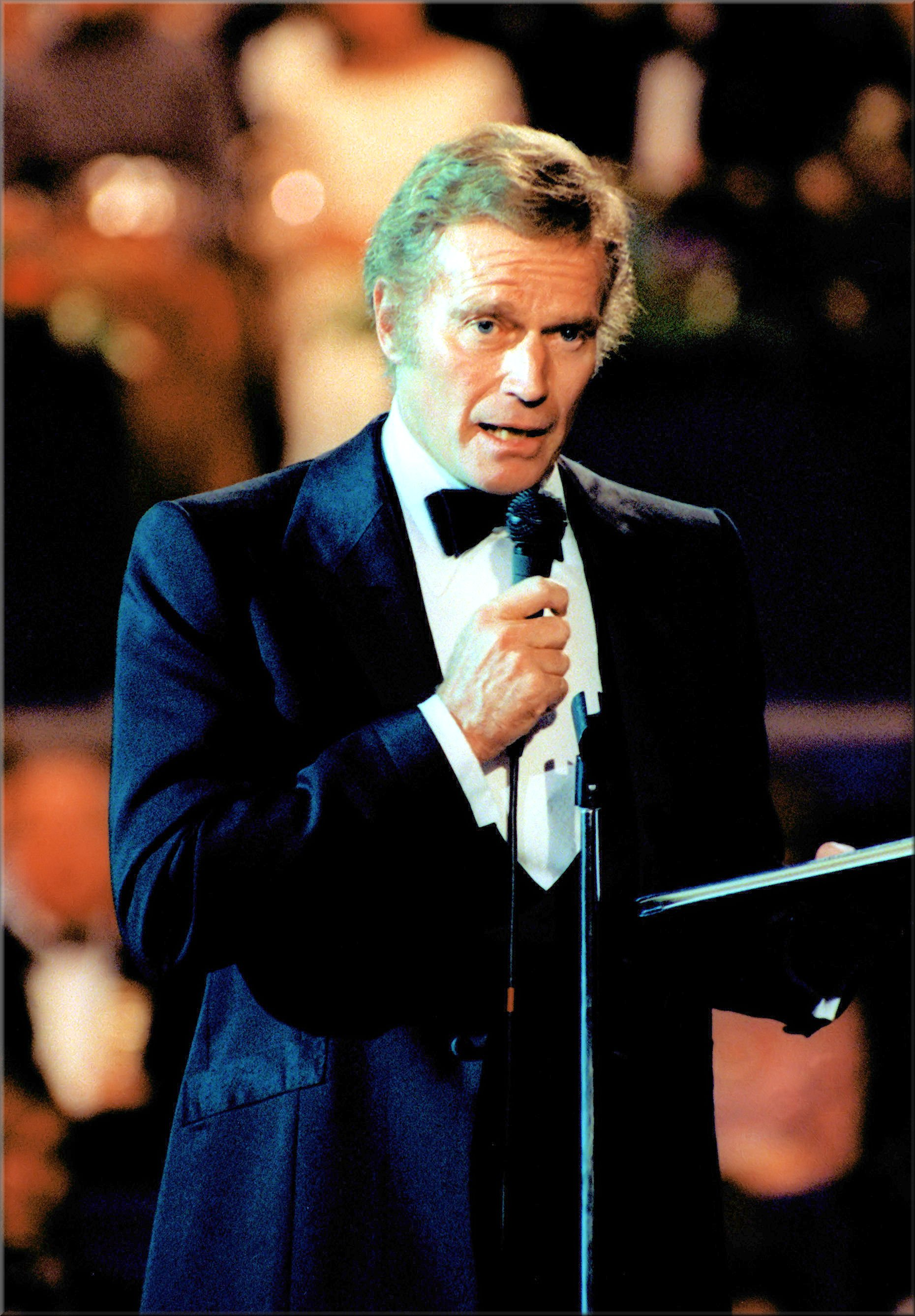
Heston als Präsident des American Film Institute im Januar 1981

Als die Monumentalfilmwelle Mitte der 1960er Jahre auslief, wechselte Heston ins Science-Fiction-Genre und spielte mehrfach Männer, die in apokalyptischen Welten um ihr Überleben kämpfen müssen (Planet der Affen (1968); Omega-Mann (1971); …Jahr 2022… die überleben wollen (1973)). Bis in die späten 1970er Jahre blieb er ein gefragter Darsteller heroischer Männer, die sich in Extremsituationen bewähren, und war zum Beispiel als Hauptdarsteller von Katastrophenfilmen wie Giganten am Himmel (1974), Erdbeben (1974), Zwei Minuten Warnung (1976) oder U-Boot in Not (1978) populär.
Im Jahr 1973 spielte er in Die drei Musketiere (wie später auch in dessen Fortsetzung) den intriganten Kardinal Richelieu. Ab den 1980er Jahren fanden sich altersbedingt kaum noch adäquate Rollen für ihn. Mitte des Jahrzehnts verpflichtete TV-Mogul Aaron Spelling den Hollywood-Darsteller für die neue Serie Das Imperium – Die Colbys, einem Ableger der populären Fernsehserie Der Denver-Clan. Heston übernahm die Hauptrolle, nachdem Kirk Douglas und Burt Lancaster abgesagt hatten.
Im Jahr 2003 sah man Heston in Egidio Eronicos Drama My Father, Rua Alguem 5555 an der Seite von Thomas Kretschmann in seiner letzten Filmrolle, in der er den berüchtigten KZ-Arzt Josef Mengele darstellte. Kurz zuvor hatte Heston im August 2002 die Öffentlichkeit über seine Alzheimer-Erkrankung informiert. Ebenfalls im Jahr 2003 kam der Animationsfilm Ben Hur, für den er die Titelrolle sprach, in die US-amerikanischen Kinos.
Im Laufe seiner Karriere war Heston in über 120 Film- und Fernsehrollen zu sehen. Sporadisch trat er auch als Regisseur in Erscheinung. So führte er Regie und übernahm auch Hauptrollen bei Antonius und Cleopatra (1972, auch Drehbuch), dem Abenteuerfilm Goldfieber (1982) oder der Fernsehadaption von Robert Bolts erfolgreichem Theaterstück A Man for All Seasons (1988).
Von 1965 bis 1971 war Heston Präsident der Screen Actors Guild, der amerikanischen Schauspieler-Gewerkschaft, außerdem trat er als Präsident des American Film Institutes in Erscheinung. Als Theaterschauspieler war er noch im Jahr 1985 in Herman Wouks Die Meuterei auf der Caine im Londoner Queen’s-Theater zu sehen, mit dem er sein Debüt auf der englischen Bühne feierte. 1988 inszenierte er eine chinesische Version von Wouks Roman am Pekinger Volkstheater. In der 1990 produzierten Hörbuchreihe Giants of Philosophy übernahm Heston die Rolle des Erzählers.

### Politische Positionen

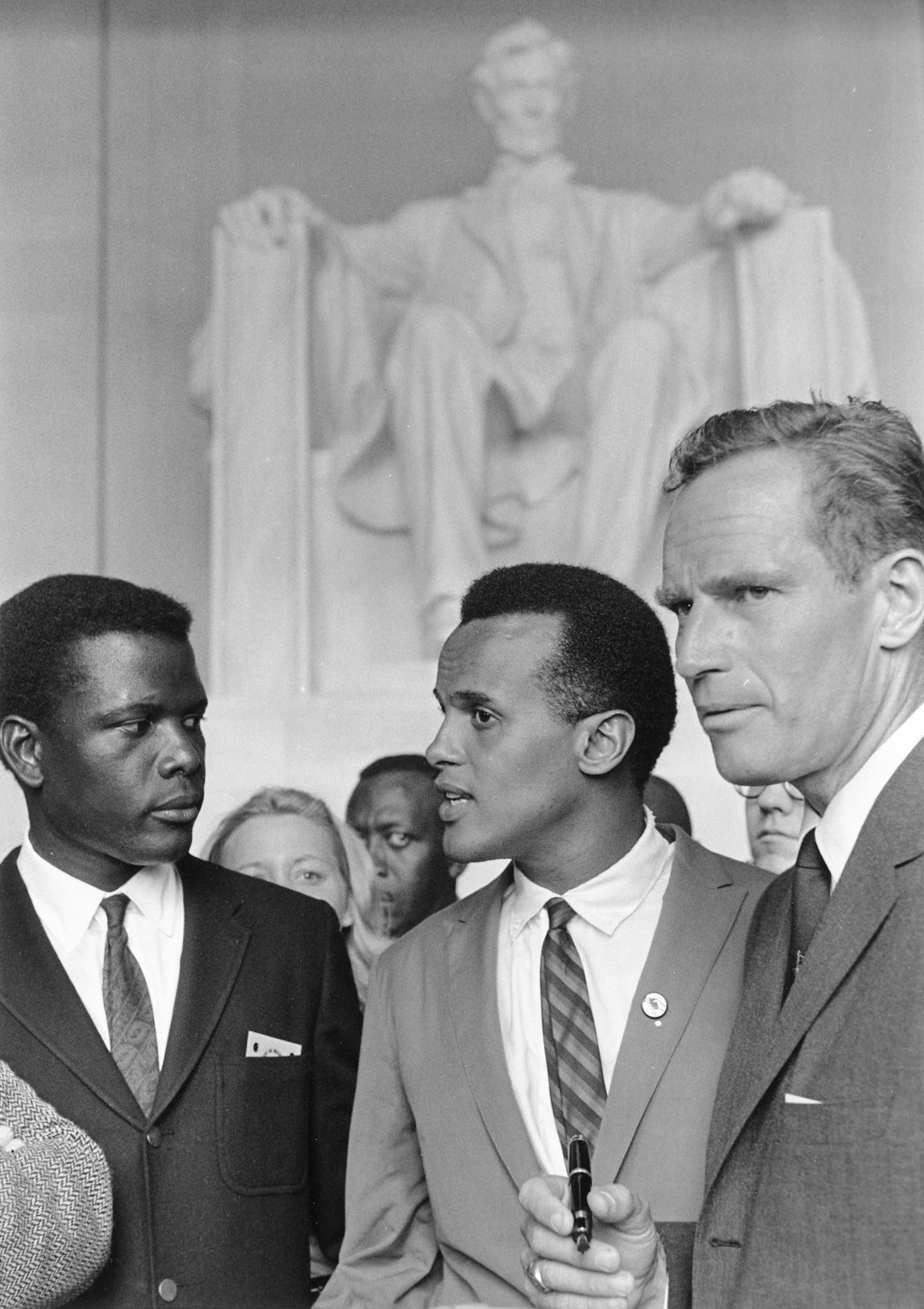
Heston 1963 mit Sidney Poitier (links) und Harry Belafonte (Mitte) beim Civil-Rights-Marsch

Heston galt in den USA ursprünglich als politisch liberal. Er arbeitete mit Martin Luther King zusammen, half schwarzen Schauspielern in Hollywood, nahm an der Bestreikung von Lokalen teil, die keine Schwarzen als Gäste akzeptierten, und führte die Teilnehmer bei Kings Protestmarsch (1963) an, der ein Jahr später zur rechtlichen Verankerung von Bürgerrechten führte. Stets ergriff Heston für Gleichberechtigung und gegen Rassismus das Wort. Nach der Ermordung Martin Luther Kings forderte er restriktive Waffengesetze.
1966 ging er nach Vietnam, um die amerikanischen Soldaten im Vietnamkrieg zu unterstützen, woraufhin sein liberales Weltbild zu wanken begann. Er wechselte zu den Republikanern und vertrat deren konservative Positionen, die seinem früheren Engagement zum Teil diametral entgegenstanden. Unter Ronald Reagan trat er in die Politik ein und wurde Vorsitzender einer Arbeitsgruppe. Später setzte er sich für das uneingeschränkte Recht auf Waffenbesitz ein und berief sich dabei auf den zweiten Zusatzartikel zur Verfassung der Vereinigten Staaten. Im Jahr 1997 wurde er Vizepräsident und 1998 Präsident der Waffenbesitzervereinigung National Rifle Association (NRA). Wegen seines Eintretens für die NRA wurde Heston vielfach kritisiert. Der Filmemacher Michael Moore stellte ihn in seinem Film Bowling for Columbine (2002), der Schulmassaker in den USA thematisiert, als pietätlos dar. Die NRA hielt kurz nach dem Amoklauf an der Columbine High School ihre Jahresversammlung im nahegelegenen Denver ab. Der Bürgermeister von Denver bot der Vereinigung im Gegenzug für eine Absage an, für die entstandenen Kosten aufzukommen. Die NRA reduzierte nach den Protesten den Umfang der Veranstaltung, Heston kritisierte jedoch auf der Versammlung den Vorschlag der Absage als absurd und anstößig.
Bei einer Aktionärsversammlung von Time Warner trug Heston 1992 den Wortlaut des umstrittenen Textes des Songs Cop Killer des US-Rappers Ice-T vor. Er sah einen direkten Zusammenhang zwischen dem Lied und den Unruhen in Los Angeles 1992. Ice-T verlor daraufhin seinen Vertrag mit dem Medienkonzern.
Heston trat öffentlich als entschiedener Gegner der political correctness auf.

### Familie
Ab dem 17. März 1944 war Heston mit Lydia Clarke (1923–2018) verheiratet. Das Ehepaar hatte zwei Kinder, den Sohn Fraser Clarke Heston (* 12. Februar 1955) und die Adoptivtochter Holly Ann Heston Rochell (* 2. August 1961). Fraser Clarke Heston ist im Filmgeschäft als Regisseur, Produzent und Drehbuchautor tätig.
Heston starb im April 2008 im Beisein seiner Frau Lydia in seinem Haus in Beverly Hills. Er wurde 84 Jahre alt.

## Filmografie (Auswahl)
- 1941: Peer Gynt
- 1949: Jane Eyre
- 1950: Julius Caesar
- 1950: Stadt im Dunkel (Dark City)
- 1952: Die größte Schau der Welt (The Greatest Show on Earth)
- 1952: Der weiße Sohn der Sioux (The Savage)
- 1952: Wildes Blut (Ruby Gentry)
- 1953: Gefährtin seines Lebens (The President’s Lady)
- 1953: Pony-Express (Pony Express)
- 1953: Die Bestie der Wildnis (Arrowhead)
- 1954: Wenn die Marabunta droht (The Naked jungle)
- 1954: Das Geheimnis der Inkas (Secret of the Incas)
- 1955: Am fernen Horizont (The Far Horizons)
- 1955: Der Privatkrieg des Major Benson (The Private War of Major Benson)
- 1955: Ich will, dass du mich liebst (Lucy Gallant)
- 1956: Die zehn Gebote (The Ten Commandments)
- 1956: Rivalen ohne Gnade (Three Violent People)
- 1958: Im Zeichen des Bösen (Touch of Evil)
- 1958: König der Freibeuter (The Buccaneer)
- 1958: Weites Land (The Big Country)
- 1959: Ben Hur (Ben-Hur)
- 1959: Die den Tod nicht fürchten (The Wreck of the Mary Deare)
- 1961: El Cid
- 1962: Es begann in Rom (The Pigeon That Took Rome)
- 1962: Der König von Hawaii (Diamond Head)
- 1963: 55 Tage in Peking (55 Days at Peking)
- 1963: The Five Cities of June (Erzählstimme)
- 1965: Sierra Charriba (Major Dundee)
- 1965: Die größte Geschichte aller Zeiten (The Greatest Story Ever Told)
- 1965: Michelangelo – Inferno und Ekstase (The Agony and the Ecstasy)
- 1965: Die Normannen kommen (The War Lord)
- 1966: Khartoum
- 1967: While I Run This Race (Dokumentar-Kurzfilm, Erzähler)
- 1968: Planet der Affen (Planet of the Apes)
- 1968: Der Verwegene (Will Penny)
- 1968: Der Befehl (Counterpoint)
- 1970: Rückkehr zum Planet der Affen (Beneath the Planet of the Apes)
- 1970: Herrscher der Insel (The Hawaiians)
- 1970: Julius Caesar (& Regie)
- 1971: Der Omega-Mann (The Omega Man)
- 1972: Ruf der Wildnis (The Call of the Wild)
- 1972: Endstation Hölle (Skyjacked)
- 1972: Antonius und Cleopatra (Antony and Cleopatra)
- 1973: …Jahr 2022… die überleben wollen (Soylent Green)
- 1973: Die drei Musketiere (The Three Musketeers)
- 1974: Erdbeben (Earthquake)
- 1974: Giganten am Himmel (Airport 1975)
- 1974: Die vier Musketiere – Die Rache der Mylady (The Four Musketeers)
- 1976: Schlacht um Midway (Midway)
- 1976: Zwei Minuten Warnung (Two-Minute Warning)
- 1976: Der Letzte der harten Männer (The Last Hard Men)
- 1978: Der Prinz und der Bettler (Crossed Swords)
- 1978: U-Boot in Not (Gray Lady Down)
- 1980: Duell am Wind River (The Mountain Men)
- 1980: Das Erwachen der Sphinx (The Awakening)
- 1982: Goldfieber (Mother Lode) (& Regie)
- 1983: Die Polizei-Chiefs von Delano (Chiefs, TV-Mini-Serie)
- 1984: Nairobi Affair (Nairobi Affair)
- 1985: Der Denver-Clan (Dynasty, Fernsehserie)
- 1985–1987: Das Imperium – Die Colbys (The Colbys, Fernsehserie)
- 1989: Call from Space
- 1990: Die Schatzinsel (Treasure Island)
- 1990: Starfire (Solar Crisis)
- 1990: Beinahe ein Engel (Almost An Angel)
- 1992: Katastrophenflug 232 (Crash Landing: The Rescue of Flight 232)
- 1992: Symphony for the Spire
- 1993: Wayne’s World 2
- 1993: Tombstone
- 1994: True Lies – Wahre Lügen (True Lies)
- 1994: Die Mächte des Wahnsinns (In the Mouth of Madness)
- 1996: Alaska – Die Spur des Polarbären (Alaska)
- 1996: Hamlet
- 1997: Alaska – Die raue Eiswelt (Alaska: Spirit of the Wild) (Dokumentarfilm; Sprecher)
- 1998: Friends
- 1999: An jedem verdammten Sonntag (Any Given Sunday)
- 1999: Gideon
- 2001: Planet der Affen (Planet of the Apes)
- 2001: Stadt, Land, Kuss (Town & Country)
- 2001: The Order
- 2002: Bowling for Columbine (Dokumentarfilm, Interviewpartner Michael Moores)
- 2002: My Father, Rua Alguem 5555

## Auszeichnungen
Heston erhielt zwei Oscars: 1960 für seine Hauptrolle in dem Film Ben Hur und 1977 für sein humanitäres Engagement den Jean Hersholt Humanitarian Award, einen Ehrenoscar. Er wurde außerdem mit einem Stern auf dem Hollywood Walk of Fame (1620 Vine Street) geehrt. Am 23. Juli 2003 wurde er von Präsident George W. Bush mit der Presidential Medal of Freedom ausgezeichnet.
Weitere Auszeichnungen oder Nominierungen:
- 1952: nominiert für den Emmy als Bester Darsteller
- 1953: nominiert für den Emmy als Bester Darsteller
- 1956: Golden Apple Award als kooperativster Schauspieler
- 1957: nominiert für den Golden Globe Award als Bester Hauptdarsteller in einem Drama für Die zehn Gebote
- 1960: nominiert für den Golden Globe Award als Bester Hauptdarsteller in einem Drama für Ben Hur
- 1960: Oscar als bester Hauptdarsteller in Ben Hur
- 1960: Platz 2 als Bester Hauptdarsteller in einem Drama bei den Laurel Awards für Ben Hur
- 1960: Fotogramas de Plata als Bester ausländischer Darsteller für Ben Hur und Die zehn Gebote
- 1962: Henrietta Award als beliebtester Schauspieler im Weltkino
- 1963: nominiert für den Golden Globe Award als Bester Hauptdarsteller in einer Komödie oder Musical für Es begann in Rom
- 1964: Bambi
- 1967: Cecil B. deMille Award für sein Lebenswerk
- 1969: Bronze Wrangler der Western Heritage Awards für Der Verwegene
- 1971: Screen Actors Guild Life Achievement Award der Screen Actors Guild
- 1975: Spezialpreis der US-amerikanischen Academy of Science Fiction, Fantasy & Horror Films
- 1984: Lifetime Achievement Award bei der ShoWest Convention, der amerikanischen Vereinigung der Kinobesitzer
- 1986: nominiert für den Soap Opera Digest Award als Bester Hauptdarsteller in einer Prime-Time-Serie für Das Imperium – Die Colbys
- 1988: nominiert für den Soap Opera Digest Award als Bester Hauptdarsteller in einer Prime-Time-Serie für Das Imperium – Die Colbys
- 1996: nominiert für den Emmy in der Kategorie Outstanding Informational Special für die Fernseh-Dokumentation Andersonville Diaries
- 1997: Ordre des Arts et des Lettres (Komtur) des französischen Kulturministeriums[10]
- 2002: Goldene Himbeere als Schlechtester Nebendarsteller für Cats & Dogs – Wie Hund und Katz, Planet der Affen und Stadt, Land, Kuss
- 2002: nominiert bei den MTV Movie Awards in der Kategorie Bester Cameo-Auftritt für Planet der Affen
- 2003: Lifetime Achievement Award auf dem Long Beach International Film Festival

## Deutsche Synchronstimmen (Auswahl)
Heston wurde in der deutschen Synchronisation seiner Filme zumeist entweder von Ernst Wilhelm Borchert (11-mal) oder Helmo Kindermann (10-mal) gesprochen. Ersatzweise kamen aber auch die folgenden Sprecher zum Einsatz:
- Horst Niendorf (5-mal, u. a. Im Zeichen des Bösen)
- Heinz Engelmann (3-mal, u. a. Bestie der Wildnis)
- Paul Klinger (2-mal, u. a. El Cid)
- Heinz Petruo (2-mal: Endstation Hölle, Jahr 2022...die überleben wollen)
- Wolfgang Kieling (Planet der Affen)
- Hellmut Lange (Schlacht um Midway)
- Heinz Drache (Der Letzte der harten Männer, Die Colbys, Denver-Clan)